# Michel-Pierre d'Argouges
Michel-Pierre d’Argouges  (né à Paris en 1685 et mort à Périgueux le 13 novembre 1731) est un ecclésiastique qui fut abbé commendataire et évêque de Périgueux de 1721 à sa mort.

## Biographie
Michel Pierre d'Argouges naît à Paris, il est le fils de Jean-Pierre d'Argouges (1647 † 1731), seigneur de Fleury, de Combray, de Bonneuil et de la Chapelle-la-Reine, maître des requêtes ordinaires de l'hôtel, doyen du Conseil d'État et de Françoise-Marie Le Peletier (1660 † 1745). Par sa mère, il est l'un des petits-fils du contrôleur général des finances Claude Le Peletier. 
Destiné à l'Église, devenu docteur en théologie il est pourvu en commende de l'abbaye Notre-Dame de Jouy dans le diocèse de Sens. Il est désigné comme évêque de Périgueux, confirmé le 16 juin il est consacré dans l'église des Minimes de la Place-Royale par l’archevêque de Bordeaux de passage à Paris. Il représente la province ecclésiastique de Bordeaux lors de l'Assemblée du clergé de 1726. Il meurt dans son diocèse à 47 ans de la petite vérole le 13 novembre 1731
.